# Ведрана Божиновић
Ведрана Божиновић (25. април 1976, Сарајево) је босанскохерцеговачка филмска, телевизијска и позоришна глумица и новинарка.

## Биографија
Ведрана Божиновић је рођена у Сарајеву 25. априла 1976. године. 1998. године је дипломирала на Академији сценских умјетности у Сарајеву. 2005. године је магистрирала на Универзитету Essex у Лондону, на одсјеку за глуму. Од 2007. године је чланица драме Народног позоришта Сарајево. У том позоришту је остварила улоге у представама Омер и Мерима, Просјачка опера, Један човјек два шефа, Злочин на козијем отоку, Сан љетње ноћи и многим другим. Остварила је бројне улоге на филму (Савршени круг, Небо изнад крајолика, Наша свакодневна прича) и у телевизијским серијама (Виза за будућност, Луд, збуњен, нормалан, Жене с броја 13). На 39. Позоришним играма у Јајцу је добила награду за најбољу драматургију.
Ведрана Божиновић се такође једно време бавила и новинарство. Писала је колумне за магазин Грација.

## Лични живот
Била је у браку са глумцем Александром Сексаном, од кога се развела 2018. године.

## Филмографија
| Год.       | Назив                         | Улога                |
| ---------- | ----------------------------- | -------------------- |
| 1990.-те   |                               |                      |
| 1997.      | Territorio comanche           |                      |
| 1997.      | Савршени круг                 |                      |
| 1998.      | Синдром (кратки филм)         |                      |
| 1998.      | Како сам пољубио свој нос     |                      |
| 2000.-те   |                               |                      |
| 2001.      | Прво смртно искуство          | Психолог             |
| 2001.      | Иза непријатељске линије      |                      |
| 2003.-2005 | Виза за будућност             | Инспекторица Јасмина |
| 2006.      | Небо изнад крајолика          | Шерифа               |
| 2009.      | Жене с броја 13               | Буца                 |
| 2009.      | Луд, збуњен, нормалан         | Др. Нада             |
| 2009.      | Чујеш ли истину (кратки филм) |                      |
| 2010.-те   |                               |                      |
| 2010.      | Уназад (кратки филм)          |                      |
| 2012.      | Дјеца (филм)                  | Кирина ћерка         |
| 2014.      | Криза                         | Зринка               |
| 2015.      | Наша свакодневна прича        | Сенада               |
| 2016.      | Смрт у Сарајеву               | Ведрана              |
| 2018.      | Остром (филм)                 | Теа                  |
| 2019.      | Fearing in Sarajevo           |                      |
| 2020.-те   |                               |                      |
| 2020.      | Концентриши се, баба          | Стојанка             |